# 段廉義
大理上德帝段廉義（？—1080年），又作段连义，大理國第12位皇帝，段思廉之子。1075年（一作1074年），父禅位为僧，段廉義即位，翌年改元上德。段廉义在宋熙宁9年（1076年）曾派使者入贡宋廷，向宋朝进刀剑、犀皮甲，鞍辔等。1077年，又改元广安，作八龙王会。1080年被楊義貞所弒，在位5年。年號上德、廣安，史称上德皇帝。